# Put It Down
"Put It Down" är en låt framförd av den amerikanska singer-songwritern Brandy Norwood och Chris Brown som medverkar som gästartist. Låten spelades in till Norwoods sjätte studioalbum Two Eleven (2012). Den skrevs och komponerades av Sean Garrett, Chris Brown, Seven, Dwayne "Dem Jointz" Abernathy och Shondrae "Bangladesh" Crawford. "Put It Down" är en R&B-produktion i upptempo med sparsam musik som utgörs av handklappningar och slagverk. I låten ger framföraren komplimanger till en man som hon eventuellt kan se som en framtida partner. Den gavs ut som huvudsingeln från Norwoods album den 8 maj 2012. En officiell remixversion med rapparna 2 Chainz och Tyga gavs ut en tid senare.
"Put It Down" mottog övervägande positiv kritik från musikrecensenter som särskilt lyfte fram låttexten men kritiserade Browns medverkan. Låten nådde som högst plats 65 på amerikanska singellistan Billboard Hot 100. Den blev en hit på den amerikanska R&B-listan Hot R&B/Hip-Hop Songs där den nådde tredjeplatsen och blev Norwoods första topp-tio-hit på över ett decennium. "Put It Down" hade måttliga framgångar internationellt. Den nådde topp-30 i Sydkorea och topp-40 i Belgien. Fram till oktober 2012 hade singeln sålts i 200 610 exemplar i USA.
Musikvideon till "Put It Down" regisserades av Hype Williams och hade premiär på BET:s musikvideoprogram 106 & Park och Norwoods officiella Vevo-kanal den 14 augusti 2012. Norwood framförde låten på flera olika tillställningar, däribland välgörenhetsgalan MDA Show of Strength, Good Morning America och Live with Kelly & Michael. Mest noterbart var hennes uppträdande vid ABC:s nyårsgala Dick Clark's New Year's Rockin' Eve som ägde rum den 31 december 2012, och sågs av 13,3 miljoner amerikaner.

## Bakgrund och utgivning
I november 2008 släpptes Norwoods femte studioalbum Human som blev hennes första efter ett uppehåll från musiken på flera år. Albumet kom att betraktas som en "kommersiell flopp" och blev hennes minst framgångsrika utgivning i karriären. Följande år började Norwood arbeta på ny musik och spelade in låten "Louboutins", en eventuell huvudsingel för ett nytt studioalbum. Projektet lades dock ner när Norwood lämnade Epic Records och artisten Jennifer Lopez fick låten istället. Arbetet på ett sjätte studioalbum återupptogs när Norwood skrev på för RCA Records i mitten av 2011. I oktober 2011 spelade Norwood och artisten Sean Garrett upp ett kort bit av den nyinspelade låten "Put It Down" som skulle ges ut som första singeln från Norwoods album innan slutet av året. Utgivningen flyttades fram på grund av Norwoods medverkan på singeln "It All Belongs to Me", en duett med hennes tidigare samarbetspartner Monica Brown.
Mot slutet av april 2012 meddelades att "Put It Down" skulle ges ut som huvudsingeln från Norwoods album 8 maj 2012. Låten tillgängliggjordes för digital nedladdning i USA den 4 maj 2012 och skickades till radiostationer som spelade formaten Rhythmic AC och Urban den 5 juni 2012. Om beslutet att ge ut låten som singel sa Norwood "Jag älskar att ta risker och det är bra att utmana sig själv att vara annorlunda. Det är det som jag gillar hos låten." I en annan intervju beskrev hon "Put It Down" som "väldigt kommersiell, men på samma gång har den en grym hiphopinfluens - den är både klubb- och radiovänlig, den är alla format."

## Inspelning

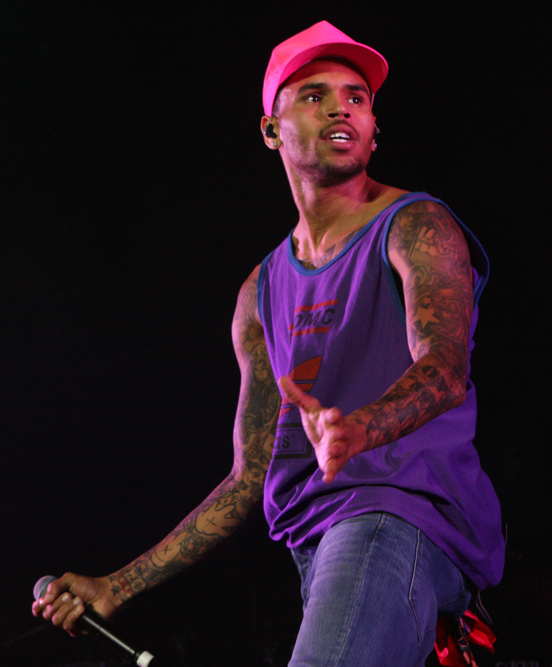
"Put It Down" gästas av Chris Brown som också hjälpte till att skriva låten.

"Put It Down" skrevs av Shondrae "Bangladesh" Crawford, Isaiah Watkins, Dwayne "Dem Jointz" Abernathy och R&B-artisterna Sean Garrett och Chris Brown. Musiken skapades av Bangladesh, Garrett samt Dem Jointz. I augusti 2012 höll Brandy en intervju med Nadeska Alexis från MTV News och förklarade hur singeln kom till. "Chris Brown skrev ett albumspår, "Slower", så han hörde såklart vilka andra låtar jag spelat in till skivan. Utan att jag visste om det spelade han in sina rappverser, det var en väldigt organisk och autentisk process." På detta vis blev hiphop-artisten namngiven som en av låtskrivarna. Hon utvecklade vidare: "När jag hörde vad han gjort tänkte jag genast, 'Det här är perfekt' för han gav låten en helt ny karaktär. Sean Garrett hade redan gett den 'swag' men det som Chris gjorde var pricken över i:et. Jag uppskattade att han ville vara delaktig i min låt och att han stöttar mig. Han är fantastisk, tjejerna gillar honom och det känns skönt att ha honom ombord."

## Komposition
"Jag kände att efter att ha varit borta så länge måste man ha något extra bra som chockar folk. Få dem att säga; 'Wow, vem är det där?' Är det verkligen Brandy? Jag visste inte att hon kunde låta såhär. Jag visste inte att hon göra en sån här låt.' Den är verkligen helt annorlunda än vad jag har gjort tidigare."
"Put It Down" är en hiphop-influerad R&B-låt i upptempo som pågår fyra minuter och åtta sekunder. Låten innehåller handklappningar, kraftig basgång och sparsamma slagverk. I introt är Norwoods röst förvrängd av Auto-Tune medan hon upprepar "I’mma put it down / You gon' fall in love". I låttexten ger framföraren komplimanger till en eventuell pojkvän. I en av verserna sjunger Norwood: "Your talk game is so tough, damn, I love it all/ Even the way you flex/ That’s what turns me on". Till skillnad från "Right Here (Departed)" (2008), sin föregående huvudsingel, använder hon sitt lägre register på "Put It Down" som delvis framförs halvt rappande. I refrängen använder Norwood mörkare tonarter och sjunger: "If you put it down right like the way I want it/ Play your cards right, maybe we can fall in love". Senare, enligt webbsidan Idolator, levererar Chris Brown en Nicki Minaj-liknande rapp: "Sippin’ on that Brandy, that liquor comes in handy, girl, I know you fancy, but this party I’m financing".

## Mottagande
"Put It Down" fick mestadels positiv kritik från musikrecensenter vid utgivningen. Priya Elan från The Guardian sade att låten var "Brandys bästa singel på åratal" och noterade; "Den blandar djupgående rytmer med ett funkigt synt-sound, ett falsk slut plus den bästa röstsampling av en smurf sedan den skrattande bäbisen i Aaliyahs "Are You That Somebody?". Han tyckte dock att Chris Browns medverkan var "onödig" och jämförde det med "ett saxofonsolo eller Vanessas delar i The Saturdays' låtar." Robbie Daw från Idolator tyckte att den var "tillräckligt kaxig för att vi skulle önska att Chris inte var med. Men med tanke på Brandys senaste samarbete med Monica, floppen som heter "It All Belongs to Me", var det nog det rätta att göra innan albumutgivningen." Chuck Arnold från People Magazine gav låten tre och en halv stjärnor av fyra möjliga och sa; "Efter den underväldigande föreningen med Monica, ser det ut som att Brandy är garanterad en efterlängtad comeback med den här kaxiga, strutserande, bultande klubblåten."
Signaturen Nathan S. vid DJ Booth kommenterade; "Bangladesh och Sean Garrett förenar sina krafter till produktionen, Garretts mera romantiska drag balanserar Bangladeshs mera, tja, bangande tendenser. Som om inte det vore nog går Chris Brown in i rapprollen och levererar ännu ett par skrytiga verser. Brandy har ett nytt, större självförtroende vilket matchar de vågade taktslagen med lena men kraftiga verser." Robert Copsey vid Digital Spy ansåg att "efter 2008's ballad-fyllda album Human verkar Brandy ha öppnat för en mera upptempo-stil på huvudsingeln till albumet Two Eleven. De sparsamma taktslagen och melodierna gör att låten kräver flera lyssningar innan man gillar den och påminner om den hektiska men briljanta skivan Full Moon.
Katherine St. Asaph från Popdust gav betyget 3,5 av 5 och skrev; "Brandys röst, när den inte sabbas med nummerupplysnings-liknande Auto-Tuning, är antingen tunn eller annars påverkad, precis som om någon i inspelningsstudion skulle ha skrikit 'swag! mera swag!' medan hon försökt spela in. Medan är Chris rapverser så färgstarka att man tror att låten var menad att heta 'featuring Nicki Minaj' innan ledningen borta på RCA kom på att låten skulle vara hetero. Jason Lipshut från Billboard skrev att "produktionen är precis rätt och för in Brandy i 2012 förvånande lätt." D-Money från Soul Bounce var mindre entusiastisk och skrev; "Producenten Bangladesh lyckas på något vis att ge B-Rocka en energi-lös midtempolåt som förlorar momentum samma sekund som taktslagen börjar. Det är också oklart vad Chris Brown gör på låten. Ärligt talat skulle Brandy följt sitt eget råd, om hon hade 'put it down right', så hade denna låt kanske fått henne tillbaka på toppen.

## Kommersiell prestation
"Tanken att min karriär var över slog mig fyra, fem gånger. Det har varit så mörkt för mig vid tillfällen för när man kommit av sig och inte kan hitta vägen, känner man sig vilse, oinspirerad, ouppfylld och man vet inte vad man ska tycka om sig själv. Att få den här möjligheten att, du vet, nå mina fans igen och dela med mig av musik som jag tror på, musik som får mig att känna så som jag känner är en riktig välsignelse. Jag är så glad att jag är medveten nog att uppskatta. När jag var yngre uppskattade jag inte allt som hände. Så det känns så bra att vara där jag är nu." 

Den 7 juni 2012 debuterade "Put It Down" på amerikanska R&B-listan Hot R&B/Hip-Hop Songs på en 98:e plats. Under följande månader klättrade låten stadigt på topplistan. Den 27 september 2012 klättrade låten från plats 11 till 5 på amerikanska R&B-listan och blev därmed Brandys första topp-tio hit på över ett decennium. Om återkomsten till topp-tio skrev Brandy på sin officiella twitter-sida; "Jag ska inte ljuga, vid flera tillfällen trodde jag att det var över för mig inom musiken. Men gud hade andra planer. Tack fader! Tårar..." I sin artonde vecka på listan nådde "Put It Down" sin hittills högsta position, en tredjeplats. Låten blev därmed Brandys största hit sedan "What About Us?" som också nådde plats tre. Singeln blev en massiv radiohit som nådde andraplatsen på All Access dagliga lista över de mest spelade låtarna på amerikanska R&B-stationer. "Put It Down" blev en topp-tio notering på både Billboard Hot R&B/Hip-Hop Airplay och R&B Songs där den nådde plats 3 respektive 6. Låten nådde topp-tio på Billboards Bubbling Under Hot 100 innan den tog sig in på Billboard Hot 100 på en 95:e plats. "Put It Down" blev aldrig någon större framgång på några andra format än R&B utan klättrade som högst till plats 69 på Billboard Hot 100. Fram till den 18 oktober 2012, hade "Put It Down" sålts i 200.610 exemplar i USA.
Huvudsingeln från Two Eleven hade aldrig någon internationell utgivning eller marknadsföring. Låten tog sig trots detta in på flera singellistor i olika länder. I Sydkorea debuterade låten på plats 28 på singellistan Gaon Chart den 6 maj 2012. Följande vecka nådde låten sin topposition, en 24 plats. I Tyskland, Storbritannien och Nederländerna hade låten stora framgångar på R&B-listorna och nådde topp-tio i de två förstnämnda länderna. I Belgien nådde låten plats 37 på landets officiella singellista och stannade på den i tre veckor.

## Musikvideo

### Bakgrund
| ”                                                               | Jag var så blyg, jag vill vara en bra dansare. Att stå bredvid Chris, som är så livfull, jag tänkte 'vad ska jag lyckas åstadkomma med honom i närheten?'. Som tur var övade jag hårt på mina dansrutiner. Typ två veckor innan Chris övade - eller jag är ganska säker på att Chris inte ens behövde öva. Men jag övade, i alla fall, och när vi filmade var jag var redo [...] Chris skulle inte få mig att se dum ut! Jag intalade mig själv att jag skulle skina lika mycket som han. Såhär efteråt känner jag att jag lyckades ganska bra men jag gjorde definitivt bättre ifrån mig när Chris inte var i närheten får då var jag inte blyg. | „ |
| – Brandy om sin nervositet över att dansa tillsammans med Brown | |   |

Arbetet på en musikvideo till "Put It Down" påbörjades den 10 juli 2012, i Los Angeles, Kalifornien. Brandy återförenades med regissören Hype Williams som hon arbetat med på flera musikvideor under 1990-talet och senast år 2002 på "Full Moon". Frank Gatson Jr. anställdes som visuell regissör och Jaquel Knight ansvarade för koreografin. I en intervju pratade Brandy som sitt samarbete med Gatson; "Han lyckas alltid att ta fram de bästa koreograferna och när han får en fot med i något är han alltid väldigt exalterad över skeendet. Han älskar låten och vi ser båda fram emot att jobba tillsammans och få videon till allt det som vi vill att den ska vara." Skapandet av musikvideon försenades kraftigt på grund av att de involverade i projektet inte fick ihop sina scheman. I en intervju med sitt fanforum Brandy Source sa sångerskan: "Videon kommer snart jag lovar. Vet bara att när ni är frustrerade så är jag troligtvis 90.000 gånger mera frustrerad. När ni är oroliga är jag 90.000 gånger mera orolig. Anledningen att det drar ut på tiden är att vi måste få allas scheman att passa. Chris är väldigt upptagen med att marknadsföra sitt album och när vi har tid är det inte säkert att han har." I en senare intervju med internetsidan That Grape Juice sa sångerskan; Det är helt otroligt att fast videon kom så sent och låten gavs ut för flera månader sedan så är det först nu den verkligen har lyft. Jag är så otroligt glad för det."
Under repetitionerna till videon postade Brandy bilder på sig själv via sitt Instagramkonto. Den 6 augusti, 2012, delade både Brandy och Chris länkar på Twitter om en trailer för musikvideon. Den 13 augusti 2012 visades en ytterligare försmak på BET:s musikvideoprogram 106 & Park. Följande dag var Brandy värd för programmet som också hade premiär för sångerskans video. Den 7 september nådde videon förstaplatsen på programmets topplista. Fyra dagar efter premiären skrev VEVO på företagets twitterkonto att videon var veckans mest sedda med över 1,4 miljoner visningar. Videon har hittills fått 13 miljoner visningar vilket blir den mest sedda videon på hennes VEVO-kanal.

### Handling

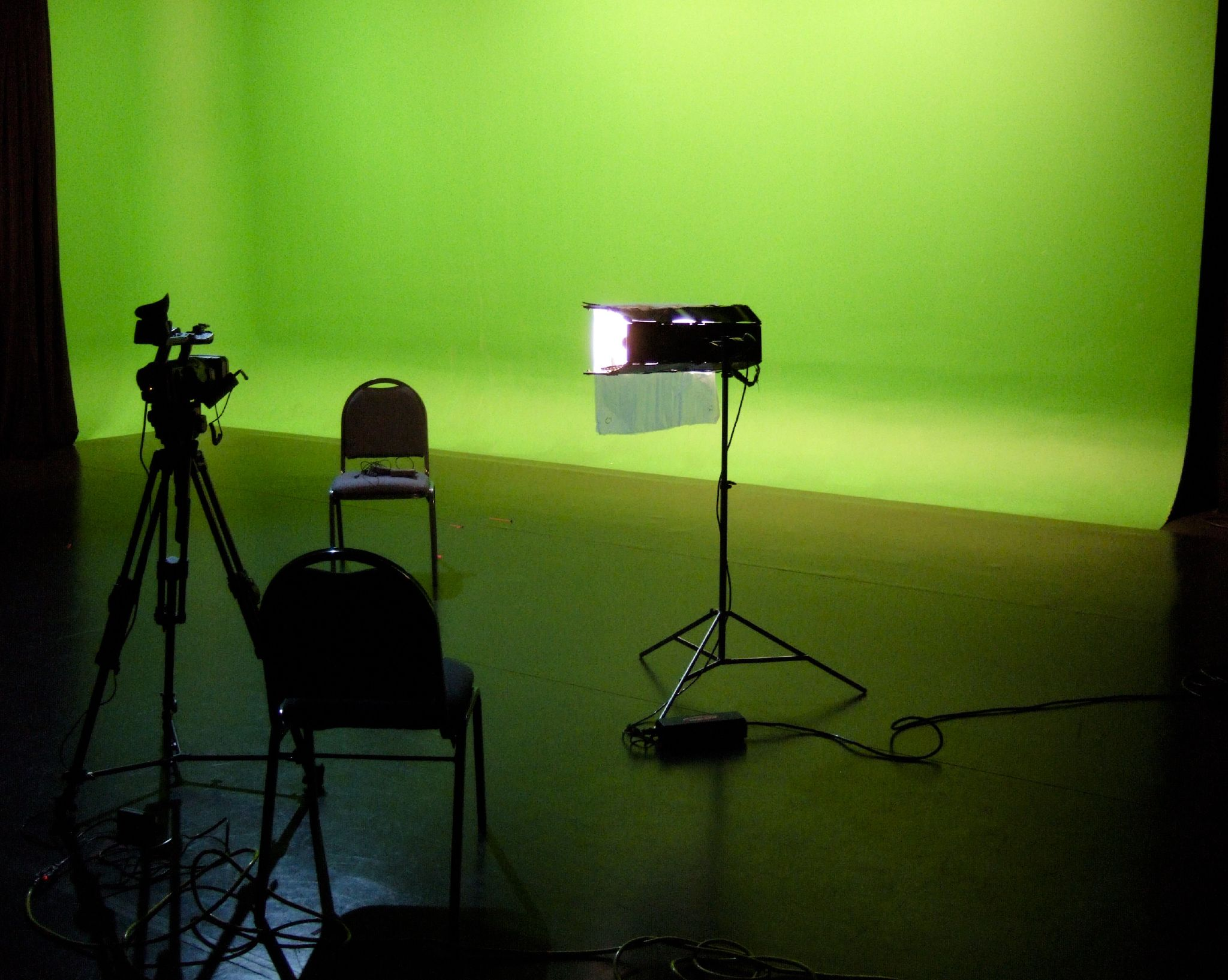
Dansrutinerna i "Put It Down" spelades till stor del in framför en greenscreen.

I musikvideon för "Put It Down" bär Brandy rastaflätor, hennes signatur som inte används i en musikvideo sedan "Almost Doesn't Count" år 1999. Hon ackompanjerade detta med en Madonna-liknande konbehå, stora smycken och ett par leopardfärgade, häl-lösa, Giuseppe Zanotti-skor. Videon har igen egentlig handling utan visar istället Brandy som framför dansrutiner med en grupp tjejer i en industrilokal framför strålkastare från sportbilar. I andra scener bär hon afrohår medan kameran fokuserar på hennes ansikte. Under videons första scener hypnotiserar hon ett helt gäng av killar som kärlekskrankt följer henne runt. Dessa scener avbryts av sekvenser med Chris som dansar i hängselbyxor- både med och utan tröja. Under slutet av videon framför Brandy och Chris avancerade dansrutiner. Musikvideon innehåller produktplacering från Sony och Ferrari.
De visuella effekterna i videon jämfördes med den avlidna amerikanska målaren Jackson Pollocks verk som utgjordes av färgstänk. Färgstänken är genomgående i hela "Put It Down" och utgör bakgrunden till många av dansscenerna. Dessa scener spelades in framför en greenscreen.

### Mottagande
Musikvideon till "Put It Down" mottog mestadels positiv kritik från recensenter. David Greenwald vid Billboard sade att "videon för in modern konst på gatorna" och att "den visar Brandy framföra koreografi i blåbelysta industrilokaler och framför Jackson Pollock-liknande greenscreens". Robert Copsey vid Digital Spy noterade att Brandy och Chris "ses flörta och dansa framför en färgstark bakgrund." Jazmine Gray från tidskriften Vibe Magazine skrev: "Brandy är fortfarande vass. I den uppseendeväckande, Hype Williams-regisserade videon för den senaste singeln syns R&B-divan svassa framför Lamborghinis och 'splashande' bakgrunder." Natalie Kuchik, skribent för The Examiner, skrev; "Musikvideon visar inte bara paret sjunga utan också danskoreografi från Brandy och hennes dansare. Videon är ljus och färgrik men scenerna växlas så fort att det är svårt att få något begrepp om handlingen." En liknande recension kom från Billy Johnson, Jr. vid Yahoo! Music; "Brandy ser bra ut och tycks har hittat sin bekvämlighet när det kommer till dans i "Put It Down"-videon. Jag hade hoppats att den skulle få mig att gilla låten mer men det misslyckas den tyvärr att göra, trots de starka färgerna, Brandys förtjusande utseende och sex appeal." Becky Bain från Idolator' fortsatte i samma riktning om sångerskans utseende och sa; "Videon är ganska okej och Brandy ser ganska bra ut!"
Jenna Hally Rubenstein från MTV:s blog Buzzworthy noterade att videon innehöll; "Brandy och hennes signatur, rastaflätorna, medan hon flörtar och gör miner åt Chris Brown. Inte mycket annat händer i form av handling men vi är helt okej med det för att se Brandy och Chris sätta dansstegen till punkt och pricka och se dom nästan kyssas räcker för att vi ska vilja ha videon på repeat hela veckan." Katie Hasty från Hitfix beskrev videon som "överröst av vågade färger - Williams specialitet - och några fräscha moves från Brandy och hennes dansare." Hasty var dessvärre inte positiv till Browns medverkan i videon; "Under tiden visar Brown sina favoritmålarbyxor och låtsas flörta med Brandy. Deras kemi är som en katt och en dammsugare."

## Liveframträdanden
Den 17 juli 2012 släpptes bilder på Brandy som övade dansrutiner till ett framtida uppträdande på Access Hollywood. Den 18 juli uppträdde sångerskan med låten för första gången vid Howard Theatre i Washington, D.C. Framträdandet hyllades tack vare koreografin och Brandys sång. Hon uppträdde också vid den amerikanska musikfestivalen Global Fusion Festival i Philadelphia. Det första TV-sända uppträdandet blev vid välgörenhetsgalan MDA Show of Strength som sändes den 2 september 2012. I mitten av oktober började sångerskan sin PR-turné i amerikansk TV och radio. Hon framförde låten live den 16 oktober på BET:s 106 & Park där hon också visade en trailer på musikvideon till efterträdande singel; "Wildest Dreams". Den 18 oktober framförde hon en förkortad version av "Put It Down" på Good Morning America och följande dag uppträdde hon på Live with Kelly & Michael. Sångerskan besökte flera radiostationer för att marknadsföra skivan. Den 15 oktober besökte hon Power 106.1 och intervjuades i deras segment The Breakfast Club. Hon gästade även Sirius XM The Morning Jolt With Larry Flick & Keith Price.
Brandy framförde låten vid ABC:s nyårsgala Dick Clark's New Year's Rockin' Eve den 31 december 2012. I en intervju med Jonathan Brooks innan galan sa sångerskan; "Det kommer att vara sexigt, och med danskoreografi. Jag går in för att ge järnet och sjunga från hjärtat." Numret introducerades av Ryan Seacrest och framfördes med två bakgrundsdansare. Sångerskan var iklädd en vit, kort klänning i läder från designern Esteban Cortozar, vilken kompletterades av knähöga, ormmönstrade klackstövlar från Tom Ford. Andra artister som uppträdde var Carly Rae Jepsen, Justin Bieber, Psy och Taylor Swift. Brandy blev kvällens enda R&B-nummer. Den årliga specialen sågs av 13,3 miljoner amerikaner och blev därmed de högsta tittarsiffrorna för bolaget sedan år 2000.

## Format och innehållsförteckningar
| 1. | Put It Down | 4:09 |

| 1. | Put It Down (Featuring 2 Chainz och Tyga) | 4:09 |

## Musikmedverkande
| - Låtskrivare – Shondrae Crawford, Sean Garrett, Chris Brown, Dwayne Abernathy - Produktion – Bangladesh, Sean Garrett - Programmering och ytterligare sång – Dwayne "Dem Jointz" Abernathy - Inspelning – Mike "Snotty" Miller | - Inspelning (assistans) - Cody Sciara - Ljudmix – Jaycen Joshuaby, Fabian Marasciullo - Ljudmix (assistans) - Trehy Harris, Alex Dilliplane - Mastering - Dave Kutch |

## Topplistor
| Lista (2012)                          | Topplacering |
| ------------------------------------- | ------------ |
| Belgien (Ultratop 50 Wallonien)       | 37           |
| Tyskland (Deutsche Black Charts)      | 5            |
| Sydkorea (Gaon Chart)                 | 24           |
| Japan (Japan Hot 100)                 | 84           |
| USA Billboard Hot 100                 | 69           |
| USA Hot R&B/Hip-Hop Songs (Billboard) | 3            |

| Lista (2012)                          | Topplacering |
| ------------------------------------- | ------------ |
| USA Hot R&B/Hip-Hop Songs (Billboard) | 34           |